# Joy Guidry
Joy Guidry (* 1995 in Houston) ist eine amerikanische Improvisationsmusikerin (Fagott, Komposition). Sie ist transgeschlechtlich.

## Wirken
Guidry studierte am Peabody Conservatory klassisches Fagott. Im anschließenden Workshop des Banff Centre for Arts and Creativity öffneten ihr George Lewis, Matana Roberts und Mazz Swift die Welt der improvisierten Musik, aber auch des Afrofuturismus.
Guidrys Komposition Radical Self-Love definierte „das Potenzial eines klassischen Musikprogramms neu, indem sie Musikalität in einer Reihe von Medien wie gesprochenem Wort, Film und festen Medien fand.“ Nach der EP Darkness Is Myth veröffentlichte sie 2022 ihr Album Radical Acceptance, „eine ästhetische Studie über Selbst- und Fremdwahrnehmung – und wie es sich anfühlt, all diese Eindrücke der Welt in einem selbst und außerhalb akzeptieren zu wollen und zu müssen“. Dieses Werk führte sie 2023 auch bei der Cologne Jazzweek auf.
Als Komponistin und Kuratorin nahm Guidry 2022 am Lucerne Festival teil.
Im Juni 2022 erhielt Guidry den Berlin Prize for Young Artists 2021.